# 1984年夏季残疾人奥林匹克运动会比利时代表团
1984年夏季残疾人奥林匹克运动会比利时代表团是比利时派出的1984年夏季残疾人奥林匹克运动会代表团。获得21枚金牌、23枚银牌和14枚铜牌。